# EPMD
Pour l'École pratique des métiers de la diplomatie, voir Institut diplomatique et consulaire.
EPMD est un groupe de hip-hop américain, originaire de Brentwood, dans l'État de New York. Le nom du groupe est un acronyme pour Erick and Parrish Making Dollars, en référence à ses membres, les rappeurs Erick Sermon (E alias « E Double ») et Parrish Smith (PMD alias « Parrish Mic Doc »). Le groupe connait deux interruptions suivies d'une reformation : entre 1993 et 1997 et entre 1999 et 2006. Diamond J et DJ K La Boss étaient leurs DJs ; leur DJ actuel est DJ Scratch.

## Biographie

### Premiers albums et succès (1987–1993)
Le premier album d'EPMD, Strictly Business, sort en 1988 et contient le tube Strictly Business qui reprend un sample de la version de I Shot the Sheriff de Bob Marley. Les critiques sont alors élogieuses. C'est à cette époque que le groupe forge son style, basé sur des échantillonnages de funk et de rock. Le morceau You're a Customer contient des échantillons de Fly Like an Eagle de Steve Miller, Jungle Boogie de Kool & The Gang et la ligne de basse de Cheap Sunglasses de ZZ Top. Jane, qui revient sur un rendez-vous romantique qui tourne mal, connaîtra pas moins de cinq « suites » sur les albums ultérieurs du groupe. Ils reprennent le tube de Zapp, More Bounce to the Ounce pour leur You Gots to Chill. Grâce à son manager Russell Simmons, le groupe entreprend des tournées avec de grands noms du rap comme Run–D.M.C., Public Enemy et DJ Jazzy Jeff & the Fresh Prince. L'album Strictly Business est alors certifié disque d'or. En 1989, ils sortent leur deuxième album, Unfinished Business. Mais leur label Sleeping Bag Records connaît des problèmes financiers et est revendu à Warlock Records. Les albums d'EPMD appartiennent désormais à Priority/EMI Records et le groupe signe peu de temps après un contrat avec Def Jam.
EPMD retourne aux affaires en 1990 avec Business as Usual puis Business Never Personal, deux ans plus tard. Ce dernier contient le titre Crossover dans lequel le groupe déplore l'état du hip-hop et critique les rappeurs qui veulent à tout prix avoir du succès commercial. Toujours en 1992, le groupe « préside » le Hit Squad, qui regroupe Redman, K-Solo, Das EFX, Hurricane G et Knucklehedz. Le duo se sépare en janvier 1993, pour des raisons controversées. Selon des interviews de Parrish Smith en 1991 dans les magazines The Source et Rap Pages, sa maison est saccagée par des hommes armés. Toujours selon Parrish Smith, et d'après les investigations de la police, l'un des hommes arrêtés avait été payé par Erick Sermon, qui est arrêté et interrogé à son tour, sans qu'aucune charge ne soit finalement reconnue contre lui. Subsistent néanmoins de fortes tensions entre Parrish et lui. Les deux hommes se tournent alors chacun vers une carrière solo : en 1993, Sermon publie No Pressure, puis Double or Nothing en 1995, Def Squad Presents Erick Onasis en 2000, Music en 2001 et React en 2002. De son côté, Smith sort son premier album solo en 1994, Shade Business, suivi de Business is Business en 1996.

### Première réunion et séparation (1997–2005)
Le duo se reforme en 1997 et enregistre l'album Back in Business. En 1998, Erick Sermon fonde le groupe Def Squad avec Redman et Keith Murray. Ils sortent l'album El Niño. En 1999, EPMD sort Out of Business. Une double édition limitée contient des inédits et des versions réenregistrées de leurs précédents tubes.
Parrish Smith sort The Awakening en 2003 sur son propre label, Hit Squad, et Sermon, Chilltown, New York en 2004 chez Motown/Universal. En 2004, une compilation du Hit Squad sort chez Nervous Recordings et contient un titre inédit d'EPMD.

### Seconde réunion (depuis 2006)
Le 14 octobre 2006, EPMD se produit en live avec DJ Scratch pour le Rock the Bells Tour à New York. C'est leur premier concert à New York depuis huit ans. La tournée regroupe également Keith Murray, Das EFX et Redman. Deux mois plus tard, EPMD et Keith Murray sortent un nouveau titre, The Main Event, produit par DJ Knowhow. En mars 2007, dans le magazine suédois Quote, Erick Sermon et Parrish Smith déclarent qu'ils projettent d'enregistrer à nouveau quelque chose ensemble. We Mean Business, leur septième album, sort le 9 septembre 2008. Il contient le single Listen Up produit et en duo avec Teddy Riley.
En mars 2011, EPMD joue aux Lawyer4Musicians Hiphop d'Austin, au Texas.

## Discographie

### Albums studio
- 1988 : Strictly Business
- 1989 : Unfinished Business
- 1990 : Business as Usual
- 1992 : Business Never Personal
- 1997 : Back in Business
- 1999 : Out of Business
- 2008 : We Mean Business

### Featurings
Note : Ne sont listées que les chansons où Parrish et Erick apparaissent ensemble.
- 1992 : Hardcore sur l'album Whut? Thee Album de Redman
- 1993 : Can I get It, Yo? sur l'album Down with the King de Run–D.M.C.
- 1998 : Generation EFX sur l'album Generation EFX de Das EFX